# Vaginite atrofica
Per  vaginite atrofica in campo medico, si intende una condizione morbosa tipica della post-menopausa, caratterizzata da infiammazione della mucosa vaginale con progressiva diminuzione tissutale dell'apparato riproduttivo femminile.

## Eziologia
A seguito dell'insorgere della menopausa la diminuita secrezione di ormoni steroidei, ed in particolare di estrogeni, induce ipotrofia dell'epitelio di rivestimento vaginale e conseguente scomparsa delle glicoproteine di rivestimento (glicogeno), diminuzione dello spessore dell'epitelio e riduzione percentuale della componente elastica della sottomucosa.
Ciò rappresenta di per sé una condizione predisponente verso infezioni opportunistiche (tipicamente si osservano candidosi di grado lieve o moderato) e produce come effetto visibile la spiccata riduzione di lubrificazione.

## Sintomatologia
Fra i sintomi e i segni clinici si riscontrano distrofia, dispareunia, ectropion, prurito della vulva, bruciore, sanguinamento.

## Terapia
La terapia indicata per questa patologia si avvale della somministrazione di estrogeno sia in sede locale che generale.
Il trattamento locale prevede solitamente la somministrazione sotto forma di pomate od ovuli intravaginali a lento rilascio. Un recente trattamento locale prevede l'uso di un laser ad anidride carbonica (CO2) in modalità frazionata che produce una rigenerazione sia dell'epitelio che del tessuto connettivo della mucosa vaginale (http://www.ncbi.nlm.nih.gov/pubmed/24605832).
Il trattamento sistemico può essere valutato in casi particolari e  prevede la somministrazione per via orale di farmaci a base di estrogeni, ma mai in pazienti con pregressa storia clinica di cancro della mammella.